# Karl Megerle (Kaufmann)

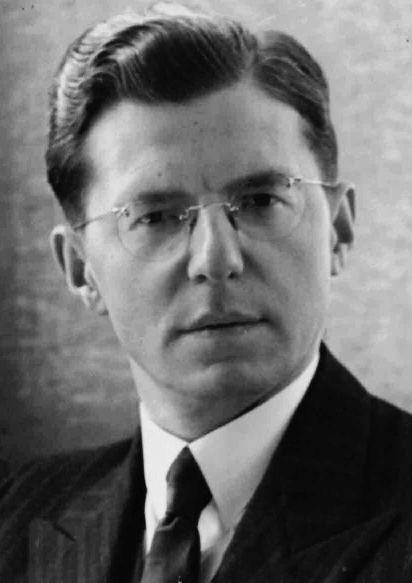
Karl Megerle

Karl Megerle (* 31. Oktober 1901 ins Ilshofen, Landkreis Schwäbisch Hall; † 18. August 1991) war ein deutscher Kaufmann.

## Leben
Nach seiner Mittleren Reife im schwäbischen Ilshofen begann Karl Megerle eine kaufmännische Lehre. 1922 kam er als Angestellter in eine Zigarettenfabrik nach Leipzig, wo er seine Kenntnisse in Englisch, Französisch und Spanisch vertiefte. Nachdem er bereits 1923 in das Unternehmen Wella eingetreten war, heiratete Karl Megerle 1925 Helene Ströher und stieg vom Prokuristen zum Direktor und Vorstand der Wella AG auf. Karl Megerle verstarb am 18. August 1991.

### Wella AG
Das Unternehmen Wella wurde 1880 von dem 26-jährigen Friseur Franz Ströher gegründet. Wella war damals auf Dauerwellenapparate, Haartrockengeräte und chemische Produkte für Friseure spezialisiert.
Karl Megerle trat am 1. Januar 1923 in das Unternehmen ein, das damals noch in Rothenkirchen ansässig war, und verantwortete zu Anfang den Aufbau in Ostdeutschland. Nach Kriegsende weitete sich sein Tätigkeitsfeld auf Westdeutschland aus.
Karl Megerle trug in hohem Maße zum Wiedererstehen der internationalen Kontakte von Wella bei. Gemeinsam mit seinen Schwägern Karl Ströher und Georg Ströher brachte er das Unternehmen zu Weltgeltung.
1931 wurde er zum Prokuristen des Unternehmens und hatte, bevor er 1950 zum alleinigen Vorstand der Wella AG wurde, die Position des Direktors inne.
Karl Megerle ist es zu verdanken, dass das Haus Wella nach seinem Umzug von Rothenkirchen in Darmstadt ansässig wurde.
1963 wurde Karl Megerle im Alter von 62 Jahren pensioniert.

### Steigerwald Arzneimittelwerke
Obwohl er schon im Ruhestand war, übernahm Karl Megerle 1964 die Position des Generalbevollmächtigten der Steigerwald Arzneimittelwerke.
Das Unternehmen hatte er gemeinsam mit seiner Tochter Gertraud Megerle 1951 aus einer Konkursmasse erworben und es 1956 nach Darmstadt verlegt.

### Ehrenämter
- Tätigkeit als Handelsrichter am Darmstädter Landgericht
- Vorstand in der hessischen Brandversicherungskammer

### Ehrungen
- 1971: Bronzene Verdienstplakette der Stadt Darmstadt, überreicht durch Oberbürgermeister Hein Winfried Sabais[7]
- 1976: Verdienstkreuz am Bande der Bundesrepublik Deutschland, überreicht durch den hessischen Minister für Wirtschaft und Technik Heinz-Herbert Karry
- Dezember 2013: Gründung der Karl Megerle Stiftung zu Ehren von Karl Megerle

## Belege
1. 1 2  Darmstädter Tagblatt. 31. Oktober 1961
2. ↑  Darmstädter Tagblatt. 11. März 1977
3. ↑  Darmstädter Echo. 1. November 1971
4. ↑  Die Geschichte von Wella. Wella, abgerufen am 9. März 2016.
5. ↑  Darmstädter Echo. 31. Oktober 1961
6. ↑  Zeitschrift Parfümerie und Kosmetik. 42. Jahrgang, Nr. 12/61
7. ↑  Darmstädter Tagblatt. 3. November 1971

| Personendaten    | Personendaten      |
| ---------------- | ------------------ |
| NAME             | Megerle, Karl      |
| KURZBESCHREIBUNG | deutscher Kaufmann |
| GEBURTSDATUM     | 31. Oktober 1901   |
| GEBURTSORT       | Ilshofen           |
| STERBEDATUM      | 18. August 1991    |